# Trevor Senior
Trevor John Senior (Stratton, 28 novembre 1961) è un allenatore di calcio ed ex calciatore inglese, di ruolo attaccante.

## Carriera

### Giocatore
Inizia la carriera nel Dorchester Town, con cui nel 1981 esordisce anche in prima squadra per poi passare al Portsmouth, con cui nella stagione 1981-1982 esordisce tra i professionisti segnando 2 reti (entrambe contro il Reading) in 11 presenze nel campionato di Third Division; l'anno seguente gioca invece in prestito all'Aldershot (10 presenze e 7 reti).
Nel 1983 si trasferisce per 35000 sterline al Reading, con cui nella stagione 1983-1984 vince il titolo di capocannoniere della Fourth Division con 36 reti (grazie alle quali è inoltre anche il miglior marcatore stagionale tra tutte le 4 categorie professionistiche inglesi), grazie alle quali la squadra conquista la promozione in Third Division, categoria in cui Senior gioca per le successive 2 stagioni, vincendo la Third Division 1985-1986 (nella quale il Reading stabilisce il record di 13 vittorie consecutive nelle prime 13 partite di campionato, tuttora imbattuto nella categoria e nella quale Senior è capocannoniere del campionato); infine, rimane in squadra anche nella stagione 1986-1987, nella quale gioca in Second Division.
Nella stagione 1987-1988 segna un gol in 22 presenze in prima divisione con il Watford, che ad inizio stagione l'aveva acquistato per 325000 sterline e che nel marzo del 1988 lo cede al Middlesbrough, dove Senior segna 2 reti in 10 presenze in Second Division, conquistando la promozione in prima divisione.
A fine stagione fa ritorno al Reading, dove dal 1988 al 1992 segna in totale 51 gol in 137 partite in terza divisione, grazie alle quali raggiunge un totale di 184 reti in 362 presenze nel club di cui, grazie anche ai 7 gol segnati nelle coppe nazionali, è il miglior marcatore di tutti i tempi con 191 reti in partite ufficiali e di cui è stato il miglior marcatore stagionale in 8 stagioni delle sue 9 di permanenza.
Nella stagione 1992-1993 realizza 11 reti in 31 presenze in Football Conference con il Woking, per poi chiudere definitivamente la carriera nel 1996 dopo altre brevi parentesi in club dilettantistici (Dorchester City e Farnborough Town).

### Allenatore
Nel 1995 ha per un breve periodo allenato il Weymouth; successivamente ha allenato Bridport e Bashley (entrambi a livello dilettantistico e per brevi periodi) e per cinque anni, dal 2001 al 2006, il Bridgwater Town, club di Western League.
Dopo un periodo alla guida dell'Under-18 del Dorchester Town, dal 2009 al 2016 allena nuovamente il Bridport.

## Palmarès

### Giocatore

#### Competizioni nazionali
- Third Division: 1

Reading: 1985-1986

#### Individuale
- Capocannoniere della Fourth Division: 1

1983-1984 (36 reti)
- Capocannoniere della Third Division: 1

1985-1986 (27 reti)

### Allenatore

#### Competizioni regionali
- Western League Cup: 2

Bridgwater Town: 2002-2003, 2004-2005